# Patryk Czarnowski
Patryk Czarnowski (* 1. November 1985 in Ostróda) ist ein polnischer Volleyballspieler.
Patryk Czarnowski begann bereits in der Grundschule mit dem Volleyballspiel. Erst im Jahr 2000 begann er in einem Volleyballklub; beim SALOS Ostróda. Von dort wechselte er 2002 zum SMS Spała, 2004 zu AZS Olsztyn, 2007 zu KS Jastrzębski Węgiel und 2010 zu Zaksa Kędzierzyn-Koźle. Seit 2012 spielt er wieder bei Jastrzębski Węgiel. 
Am 29. Mai 2010 debütierte er in der polnischen Nationalmannschaft beim Freundschaftsspiel gegen Frankreich.

## Erfolge

### Klubs
- 2003/2004: 2. Platz bei den polnischen Meisterschaften mit AZS Olsztyn
- 2004/2005: 2. Platz bei den polnischen Meisterschaften AZS Olsztyn
- 2005/2006: 3. Platz bei den polnischen Meisterschaften AZS Olsztyn
- 2006/2007: 3. Platz bei den polnischen Meisterschaften AZS Olsztyn
- 2007: 2. Platz beim polnischen Pokal mit AZS Olsztyn
- 2008: 2. Platz beim polnischen Pokal mit Jastrzębski Węgiel
- 2008/2009: 3. Platz bei den polnischen Meisterschaften mit Jastrzębski Węgiel
- 2009/2010: 2. Platz bei den polnischen Meisterschaften mit Jastrzębski Węgiel
- 2010: 1. Platz im polnischen Pokal mit Jastrzębski Węgiel
- 2011/2012: 3. Platz bei den polnischen Meisterschaften mit Zaksa Kędzierzyn-Koźle
- 2012/2013: 3. Platz bei den polnischen Meisterschaften mit Jastrzębski Węgiel[4]
- 2013/2014: 1. Platz bei der Volleyball Champions League mit Jastrzębski Węgiel

### Nationalmannschaft
- 2003: Gold bei den Europameisterschaften der Kadetten[4]
- 2011: Silber beim Volleyball World Cup[4]